# Germán Riesco
Germán Riesco, né le 28 mai 1854 à Rancagua et mort le 8 décembre 1916 à Santiago, est un homme d'État chilien, président du Chili du 18 septembre 1901 au 18 septembre 1906. Il est le neveu du futur archevêque de Santiago du Chili, Crescente Errázuriz (1839-1931), archevêque de 1918 à 1931. 